# Emmagatzematge informàtic

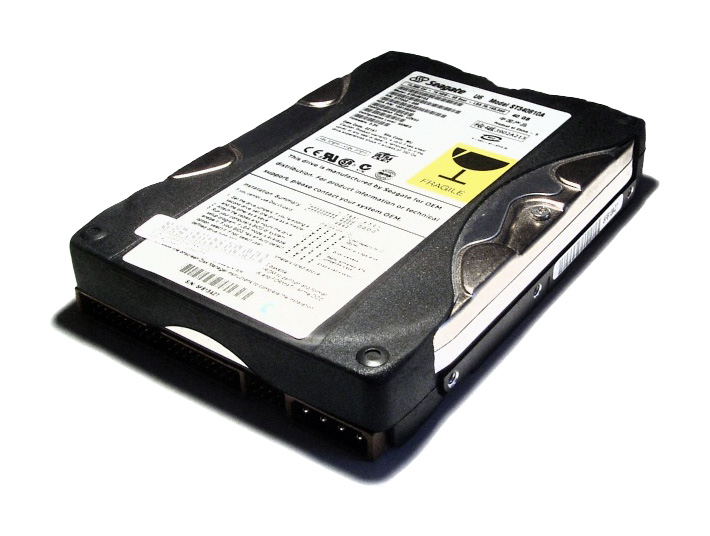
Disc dur (HDD) de 40 GB.

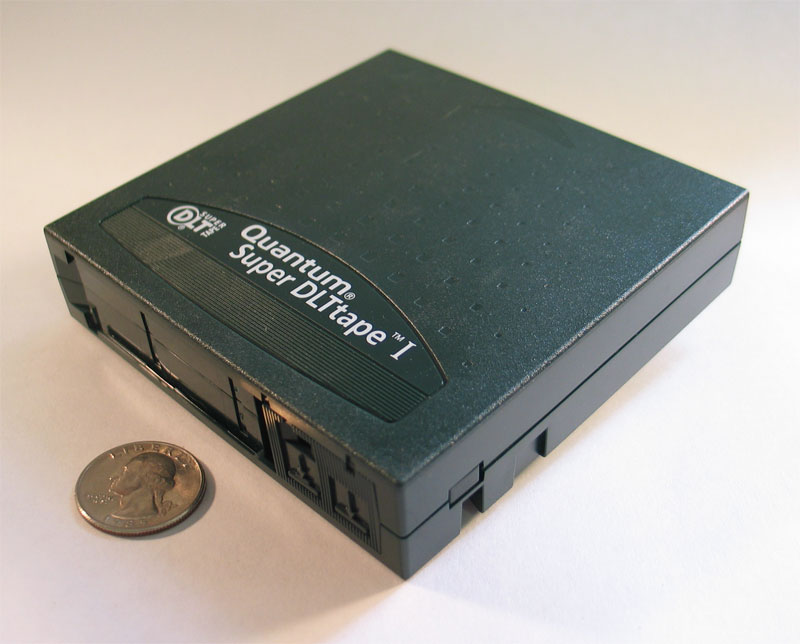
Cinta SDLT 160 GB.

L'emmagatzematge informàtic consisteix en l'enregistrament de dades d'una forma persistent i llegible per un ordinador. Dispositius i/o sistemes que han estat descrits com a mitjà d'emmagatzematge que inclouen: biblioteques de cinta, sistemes RAID, unitats de disc dur, unitats de cinta magnètica, unitats de disc òptic, unitats de disc magneto-òptic, unitats de memòria de tambor (històric), unitats de disquet (històric), unitats de cinta perforada (històrica), memòria hologràfica (experimental) i emmagatzematge en ADN.